# PiiiiiiiN
PiiiiiiiN（ピーン）は、日本の女性アイドルグループ。スターレイプロダクション所属。レーベルは、FIFTY-FIFTY Records。

## 概要
2013年12月に結成。「愛ある青春ROCK IDOL」をコンセプトに日本武道館に立つことを目標に掲げて活動していたが実現せず、2017年5月をもって解散。一年後の2018年5月に、メンバーを一新して再結成された。
2020年7月8日、配信ライブ「Youth rock night -ONLINE- vol.2」にて、8月8日のワンマンライブをもって解散することを発表した。

## メンバー
解散時のメンバー
| 名前                        | 生年月日（年齢）       | 出身地   | カラー | 加入      | 備考                         |
| --------------------------- | ---------------------- | -------- | ------ | --------- | ---------------------------- |
| 前田 イブ まえだ いぶ       | 2002年12月9日（22歳）  | 大阪府   | 緑     | 2018年8月 | キャプテン                   |
| 那須 笑美 なす ほほみ       | 2001年7月7日（24歳）   | 福岡県   | 白     | 2018年8月 |                              |
| 上野 りみ うえの りみ       | 2002年7月21日（23歳）  | 北海道   | ピンク | 2018年5月 |                              |
| 美希 あすか みき あすか     | 2002年3月28日（23歳）  | 神奈川県 | 赤     | 2018年5月 |                              |
| 大槻 りこ おおつき りこ     | 2001年12月4日（23歳）  | 東京都   |        | 2019年8月 | ミスマガジン2020審査員特別賞 |
| 堀口 あいか ほりぐち あいか | 2002年11月22日（22歳） | 東京都   |        | 2019年8月 |                              |
| 田中みう たなか みう        | 2005年3月4日（20歳）   | 熊本県   |        | 2020年1月 |                              |

### 旧メンバー
| 名前                       | 生年月日（年齢）       | 出身地 | 加入       | 脱退               | 備考                                                        |
| 第1期                      | 第1期                  | 第1期  | 第1期      | 第1期              | 第1期                                                       |
| -------------------------- | ---------------------- | ------ | ---------- | ------------------ | ----------------------------------------------------------- |
| 星野にな                   | 2000年7月27日（25歳）  |        | 2013年12月 | 2015年1月          |                                                             |
| 原あやの                   | 1995年4月8日（30歳）   | 埼玉県 | 2013年12月 | 2016年9月          |                                                             |
| 菅えみり すが えみり       | 1997年10月8日（27歳）  |        | 2013年12月 | 2017年5月 （解散） |                                                             |
| 斎藤るな                   | 1999年2月17日（26歳）  |        | 2013年12月 | 2017年5月 （解散） |                                                             |
| 久保村りず                 | 1999年1月15日（26歳）  |        | 2013年12月 | 2017年5月 （解散） |                                                             |
| 下光りこ したみつ りこ     | 1998年12月26日（26歳） | 東京都 | 2014年4月  | 2017年5月 （解散） | 本名：下光梨瑚 ミス・ジャパン2020東京都代表（全国大会TOP5） |
| 神能あみ                   | 1998年1月31日（27歳）  |        | 2014年4月  | 2017年5月 （解散） |                                                             |
| 坪根ありさ                 | 1999年5月1日（26歳）   |        | 2015年1月  | 2017年5月 （解散） |                                                             |
| 第2期                      |                        |        |            |                    |                                                             |
| 岩渕ひな いわぶち ひな     | 12月19日               | 北海道 | 2018年5月  | 2019年5月          |                                                             |
| 原口みなみ はらぐち みなみ | 2000年12月15日（24歳） | 埼玉県 | 2018年5月  | 2019年5月          |                                                             |
| 中尾みき なかお みき       | 2000年11月1日（24歳）  | 佐賀県 | 2018年5月  | 2019年5月          | 脱退後2o Love to Sweet Bulletに加入し 「黒田かれん」に改名  |
| 若生りおん                 |                        |        | 2019年8月  | 2019年9月          |                                                             |

## 作品
オリコン「PiiiiiiiNの作品」

### シングル
1. Shiny days（2016年7月19日、SRP-016〜8）
  1. Shiny days
  2. 好きだからムカつくんだ (Type-A)
  3. ヒミツの宝箱 (Type-B)
  4. NDNL (Type-C)
2. Jumping/黒板のメロディー（2019年3月12日、QARF-50001〜5）
  1. Jumping
  2. 黒板のメロディー
  3. BRING IT ON!!! (Type-A)
  4. ススメ! Glory Days!! (Type-B)
  5. 好きだからムカつくんだ (Type-C)
  6. ヒミツの宝箱 (Type-D)
  7. You & I (Type-E)

### アルバム
1. 愛ある♡青春ROCK☆YOU（2015年7月4日、SRP-011）
  1. 開園DASH[動画 3]
    - 作詞：原あやの 作曲：Chromatic

  2. 僕らの場所
    - 作詞：大館敬 作曲：ISAKICK

  3. ミライチズ
    - 作詞：伊東大和 作曲・編曲：Chromatic

  4. おねがい！神様
    - 作詞・作曲：森谷康昭 編曲：賀佐泰洋

  5. きみ色のプリズム
    - 作詞：月丘りあ子 作曲・編曲：ISAKICK、吹野クワガタ（O.M.C）

  6. ススメ!Glory Days!!
    - 作詞：宮崎まゆ 作曲：高橋修平

  7. Ready Go for it～いつでも心にI Love meを～
    - 作詞・作曲・編曲：中村瑛彦

  8. ティアドロップ
    - 作詞：宮崎まゆ 作曲：森谷康昭

  9. BRING IT ON!!!
    - 作詞：宮崎まゆ 作曲：鈴木裕明
2. 容赦なく逃げてった未来（2016年10月25日、SRP-020）
  1. 容赦なく逃げてった未来
    - 作詞：渡辺淳之介 作曲：松隈ケンタ

  2. You＆I
    - 作詞：渡辺淳之介 作曲：松隈ケンタ

  3. NDNL
    - 作詞：宮崎まゆ 作曲：松隈ケンタ

  4. ヒミツの宝箱
    - 作詞：宮崎まゆ 作曲：松隈ケンタ

  5. てれちゃうね。
    - 作詞：EMILY（上間江望） 作曲：松隈ケンタ

  6. カクセイ
  7. BURNIN' UP SOUL
  8. Never-Never Land
  9. 好きだからムカつくんだ
    - 作詞：宮崎まゆ 作曲：松隈ケンタ

  10. Shiny days
    - 作詞：宮崎まゆ 作曲：松隈ケンタ

  11. 絶対NEVER DIE

## ライブ

### 主催ライブ
- 超絶♡愛ある青春ロックライブ～ススメ！武道館！レディゴー！武道館～（2015年5月31日、原宿ベルエポック美容専門学校）1stワンマン動員518人
- 愛ある青春ロックLIVE ～BRING IT ON!!!喧嘩上等！武道館上等！～（2015年7月4日、新宿BLAZE）2ndワンマン動員609人
- 愛ある青春SUMMER ROCK Night! in お台場夢大陸2015（2015年8月7日、お台場夢大陸SUMMER GATEスタジアム）[6]
  - 愛あるSummer Rock Live 2016! in お台場夢大陸（2016年8月21日、お台場夢大陸SUMMER GATEスタジアム）
- 愛ある青春ROCK NIGHT! JAPAN TOUR 2015（2015年9月 - 10月、全国9か所）[7]
- 夢への試練3番勝負（2015年11月 - 12月）[8]
  - GEM編[9]、ベイビーレイズJAPAN編、ひめキュンフルーツ缶編[10]
- 愛ある青春ROCK NIGHT! 2ND ANNIVERSARY LIVE（2016年1月3日、赤坂BLITZ）3rdワンマン[11]
- 4thワンマンライブ 愛ある青春ROCK NIGHT in 渋谷CLUB QUATTRO（2016年7月30日、渋谷CLUB QUATTRO）
- PiiiiiiiN 3rd ANNIVERSARY LIVE（2016年12月27日、Zepp DiverCity）[12]
- PiiiiiiiN 解散LIVE（2017年5月5日、渋谷WWW）
- PiiiiiiiN 愛ある青春 1st ONEMAN LIVE（2019年2月2日、TSUTAYA O-nest）[動画 2]

### 参加ライブ
- TOKYO IDOL FESTIVAL 2015（2015年8月1日・2日、お台場・青海周辺エリア）[動画 3]
  - TOKYO IDOL FESTIVAL 2016（2016年8月5日 - 7日、お台場・青海周辺エリア）
  - TOKYO IDOL FESTIVAL 2018（2018年8月3日 - 5日、お台場・青海周辺エリア）
- a-nation island（2015年8月3日、代々木競技場第一体育館特設resortステージ）
- @JAM EXPO 2015（2015年8月29日、横浜アリーナ）
  - @JAM×ナタリー EXPO 2016（2016年9月24・25日、幕張メッセ）
  - @JAM EXPO 2018（2018年8月25日・26日、横浜アリーナ）[13]
- MOSHI MOSHI NIPPON FESTIVAL（2015年11月7日、東京体育館）
- アイドル横丁夏まつり!! 2018（2018年7月7日・8日、横浜赤レンガパーク）[14]
- ギュウ農フェス秋のSP 爆音大収穫祭 road to 2020（2019年10月5日、新木場STUDIO COAST）[15]

## テレビ
- POP PARADE（2015年4月3日、テレビ神奈川）
- アイドルお宝くじ（テレビ朝日）
- ザキ山小屋（2014年10月 - 、朝日放送テレビ）　- 久保村りず
- ミュージックドラゴン朗読少女（日本テレビ）　- 久保村りず
- アイドリアル～アイドルの今を切りとる～（2017年3月18日、フジテレビ ）

### 動画
1. ↑  『新生PiiiiiiiN誕生の軌跡』 2018年春 Episode1 始動 - YouTube（2018年5月24日）2023年7月30日閲覧。
2. 1 2  【LIVE】PiiiiiiiN「ガチナツ」（2019年2月2日・ PiiiiiiiN 愛ある青春 1st ONE MAN LIVE @TSUTAYA O-nest より） - YouTube（2019年3月23日）2023年7月30日閲覧。
3. 1 2  【OFFICIAL】PiiiiiiiN『開園DASH』（TIF2015） - YouTube（2015年9月27日）2023年7月30日閲覧。